# Othmar Steinbauer
Othmar Steinbauer (* 6. November 1895 in Wien; † 5. September 1962 in Altenburg bei Wilhelmsburg) war ein österreichischer Komponist und Musiktheoretiker. Er gilt als Entwickler der Klangreihenlehre und war Schüler u. a. von Joseph Marx, Anton von Webern, Arnold Schönberg und Josef Matthias Hauer.

## Leben
Othmar Steinbauer rückte im März 1915 als Freiwilliger zum Militärdienst ein. Nach der Beendigung des Ersten Weltkrieges wurde er Violinschüler bei Otakar Ševčík sowie bei Gottfried Feist; außerdem nahm er Theorieunterricht bei Joseph Marx und zuletzt (1919–1923) bei Anton von Webern und Arnold Schönberg. In den Konzerten des „Vereins für musikalische Privataufführungen“ galt er als wichtiger Interpret.
In den Jahren 1922 und 1923 lebte er in Berlin, wo er zunächst als Theatermusiker tätig war und dann zusammen mit dem Schönbergschüler Max Deutsch die „Gesellschaft für moderne Musikaufführungen in Berlin“ gründete. In diesem Rahmen veranstaltete er eine größere Anzahl erfolgreicher Konzertaufführungen. Durch die damals über Deutschland hereinbrechende Inflation war Steinbauer genötigt, wieder nach Wien zurückzukehren.
Zwischen 1924 und 1928 erteilte er hauptsächlich Musikunterricht (Violine und Theorie) und befasste sich eingehend mit musiktheoretischen Problemen. Um 1927 verfasste er die musiktheoretische Schrift Das Wesen der Tonalität, die 1928 bei C.H. Beck in München erschienen ist (reprint 2006). In dieser, von restaurativer Tonalitätsästhetik geprägter Schrift bemüht sich Steinbauer um eine philosophische Rechtfertigung von Tonalität auf Grundlage der idealistischen Ganzheitsphilosophie von Othmar Spann, dessen Lehren Steinbauer besonders zwischen 1925 und 1930 anhing.
Im Februar 1928 gründete Steinbauer die „Wiener Kammer Konzert Vereinigung“, ein Kammerorchester, das unter seiner Leitung drei Jahre hindurch in Wien und in Deutschland konzertierte. Während anfänglich vorwiegend Musik der Vorklassik und der frühen Klassik gegeben wurde, forderte man Steinbauer bald dazu auf, auch Neue Musik zur Aufführung zu bringen. Steinbauer wandte sich, um Notenmaterial zu erhalten, an die Wiener Universal Edition, die sowohl der Verleger des Schönberg-Kreises als auch der Josef Matthias Hauers war. Als diese ihm jedoch ausschließlich Notenmaterial von Schönberg und dessen Schule empfahl, wandte sich Steinbauer persönlich an Hauer. Es kam zu einer Freundschaft, zum Austausch an musiktheoretischen Überlegungen und zur Erstaufführung von Hauers Symphonischen Stücken Op. 49 (am 7. März 1930) durch Steinbauer. Hauer instruierte Steinbauer anhand seines Divertimento für kleines Orchester op. 61, das ihm gewidmet ist. Auf den Erkenntnissen Hauers basierend entwickelte Steinbauer in Folge seine eigene Zwölftontheorie, deren Grundlagen er erstmals in einem bis 1934 verfassten, unvollendet gebliebenen Manuskript einer „Klang- und Meloslehre“ zusammenfasste. Die Jahre 1930 bis 1935 sind hauptsächlich von der Komposition und der Arbeit an seiner neuen Satzlehre bestimmt, deren überwiegenden Teil Steinbauer zu dieser Zeit entwickelte. Erst gegen Ende der fünfziger Jahre erhielt sie die Bezeichnung „Klangreihenlehre“.
Am 1. Mai 1933 trat Steinbauer der NSDAP bei (Mitgliedsnummer 1.611.253). 1935 zog er erneut nach Berlin, wo er eine kleine Anstellung als „künstlerisch-wissenschaftlicher Hilfsarbeiter“ im Staatlichen Institut für deutsche Musikforschung erhielt. Er arbeitete dort im Museum alter Musikinstrumente, das diesem Institut zugehörig war. Außerdem komponierte er. Als Gauleiter Odilo Globocnik, Wien, 1938 die Errichtung einer Musikschule der Gaustadt Wien befahl, gliederte er zwei Zweigstellen für Volk und Jugend an, eine für die HJ unter der Leitung von HJ-Gefolgschaftsführer Gottfried Preinfalk, der zugleich Musikreferent des Gebietes 27 Wien war und eine zweite für das Deutsche Volksbildungswerk in der NSG „Kraft durch Freude“. Die Gesamtleitung erhielt Steinbauer; bis 1942 waren sechs weitere städtischen Jugend- und Volksmusikschulen in mehreren Stadtteilen bis hinaus nach Mödling angeschlossen: „Hier hat nun die Partei eingegriffen. In engster Zusammenarbeit mit der Gemeinde Wien wurden die Voraussetzungen für eine völlig neue Schulform geschaffen, durch die das Volk, die Jugend, die werktätigen Schichten und die künstlerische Auslese erfasst und für die Musik erzogen wird.“. Mit Kriegsende im Jahr 1945 wurde Steinbauer als Direktor entlassen.
Seit seiner Entlassung als Direktor im Jahr 1945 befasste sich Steinbauer hauptsächlich mit der Komposition, mit musiktheoretischen Arbeiten und der Erteilung von Violinunterricht. Außerdem beschäftigte er sich mit der Konstruktion neuer, für den Hausmusikgebrauch ausgerichteter, geigenähnlicher Streichinstrumente, die er „Viellen“ nannte und für die ihm ein Patent erteilt wurde. Von 1952 an unterrichtete Steinbauer an der Wiener Musikakademie Violine und von 1959 bis zu seiner Pensionierung im Jahr 1961 den Sonderlehrgang „Klangreihen-Komposition“, den folgende Komponisten mit Abschlusszeugnis absolvierten: Erich Eder de Lastra, Kim Dal-Sung, Heinz Kratochwil, Hans Herbert Müller, Norbert Nowotny, Johann Sengstschmid, Otto Sulzer und Günther Theil. Nach seiner Pensionierung im Jahr 1961 gründete Steinbauer das „Seminar für Klangreihenkomposition in Wien“, das er bis zu seinem Tod 1962 leitete. Zu diesem Seminar zählte ein Kreis von Schülern, darunter auch Helmut Neumann, die z. T. heute ebenfalls Klangreihenkomposition unterrichten und nach dieser Lehre komponieren. In seinem letzten Lebensjahr war Steinbauer außerdem noch als Violinlehrer bei den Wiener Sängerknaben tätig.
Steinbauer starb am 5. September 1962 bei seinem Sommeraufenthalt in Altenburg (Niederösterreich) im Ortsteil Altenburg. Das zu Lebzeiten unvollständig gebliebene Lehrbuch der Klangreihenkomposition – 1961 wurde ein erster Teil im Eigenverlag an Schüler weitergegeben – wurde vom Steinbauer-Schüler Helmut Neumann vervollständigt und im Jahr 2001 neu herausgegeben.
Er wurde auf dem Grinzinger Friedhof (20-5-4) in Wien beigesetzt.

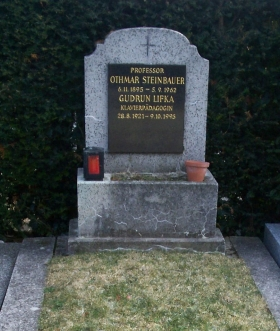
Othmar Steinbauer Grabstätte

## Werke
Vom kompositorischen Schaffen Steinbauers sind 34 Werke erhalten, die zum überwiegenden Teil aus Kammer- und Vokalmusikbestehen. Alle diese Kompositionen sind im Sinne der Klangreihenlehre gearbeitet. Aus der Zeit vor 1930, hat sich ein einziges Werk (ohne Opuszahl) für Violine und Klavier erhalten, das in der Zwölftontechnik nach Arnold Schönberg geschrieben wurde. Die Zählung der Werke Steinbauers beginnt mit dem Konzert für Orchester aus dem Jahr 1930.
Dieses Josef Matthias Hauer gewidmete Werk entspricht einer Art Schulstück der Kompositionstechnik von Hauer.
Die mithin erfolgreichsten Kompositionen Steinbauers sind die Sonaten für Klavier (op. 17), für Cembalo (op. 16) sowie die erste Violinsonate (op. 15), alle in den 1940er Jahren komponiert. Weiters verdienen die Zehn aphoristische Spiegelstücke op. 24 sowie die Chorwerke herausgehoben zu werden.
- Op. 1: Konzert für Orchester (komponiert 1930; Josef Matthias Hauer gewidmet)
- Op. 2: Sonate für Sologeige
- Op. 3: Suite für Klavier
- Op. 4: Suite für Blockflöte und Streicher
- Op. 5: Drei Gesänge nach F. Wolters für Bariton und Klavier.
- Op. 6: Kammersonate für Geige und Bratsche
- Op. 7: Himmel ohne reines Rund für vierstimmigen gemischten Chor
- Op. 8: Halt an, wo läufst du hin (Angelus Silesius) für Chor SATB
- Op. 9: Kammersonate für Oboe und Klavier mit obligatem Cello
- Op. 10: Kammersonate für Flöte, Oboe, Horn und Fagott
- Op. 11: An die Toten. (Stefan George) für Bariton und Klavier
- Op. 12: Hymnus für Bläser – Kleine Musik für 2 Trompeten, 2 Posaunen und Basstuba
- Op. 13: O du liebe, verkehrte Welt Lied nach Hedler für Bariton und Klavier
- Op. 14: Präludium und Wechselfuge für Orgel
- Op. 15: Sonate für Violine und Klavier Nr. 1
- Op. 16: Sonate für Clavicembalo (erschienen bei Verlag Doblinger, Wien)
- Op. 17: Sonate für Klavier
- Op. 18: Bicinien für 2 Blockflöten (vom Komponisten auch für 2 Celli bearbeitet)
- Op. 19: Tricinium Die Ros’ ist ohn' warum (Angelus Silesius) für drei Singstimmen
- Op. 20: Tricinium Nr. 1 für Violine, Viola und Violoncello oder 3 Blasinstrumente
- Op. 21: Tricinium Nr. 2
- Op. 22: Zeit ist Ewigkeit (Angelus Silesius) für Chor SATB
- Op. 23: Drei Gesänge für Isolde Riehl
- Op. 24: Zehn aphoristische Spiegelstücke für Klavier
- Op. 25: Sonate für Violine und Klavier Nr. 2
- Op. 26: Fünf Stücke für Streichquartett
- Op. 27: Sieben Tricinien
- Op. 28: Fünf kleine Klavierstücke für Annerl Haberkalt
- Op. 29: Streichquartett
- Op. 30: Sechs Tricinien für Orgelpositiv
- Op. 31: Trifft euch einer von den Siedlern für Männerchor
- Op. 32: Quartettsatz für Streichquartett (opus posthumum)
- Op. 33: Acht Violinetüden (opus posthumum)
- Op. 34. Satz für Streichorchester (opus posthumum)

## Schüler
- Heinrich Simbriger
- Johann Sengstschmid
- Erich Eder de Lastra
- Heinz Kratochwil
- Helmut Neumann

## Trivia
Adam Cathcart beschreibt in einem Artikel eine Beziehung zwischen Othmar Steinbauer und Adolf Hitler, wobei Steinbauer für Hitler Sympathien gehabt haben soll. Diese Äußerung wäre jedoch zweifelhaft, da Othmar Steinbauers Klangreihenlehre als „Entartete Musik“ gilt und eher für eine persönliche Differenz spräche.